# 三重県立四日市四郷高等学校
三重県立四日市四郷高等学校（みえけんりつよっかいちよごうこうとうがっこう）は、三重県四日市市に所在する公立の高等学校。通称「四郷（よごう）」。

## 沿革
- 1983年4月8日 - 開校式挙行（普通科設置）。
- 1994年4月8日 - スポーツ科学コース新設。
- 2019年　アーチェリー部入部希望者について、前期4名、後期6名の県外入学枠を設定[1]。

## 学科
全日制
- 普通科
  - 一般コース （定員120名） - 2年次から希望により芸術コース（40名）、情報コース（40名）を編成する。
  - スポーツ科学コース （定員40名） - 定員40名

## 部活動
運動部
- 野球部、テニス部、陸上競技部、バスケットボール部、バレーボール部、サッカー部、バドミントン部、ハンドボール部、レスリング部、ソフトボール部、アーチェリー部、
  - 体操・ハンドボール・レスリング・アーチェリー部は全国大会に出場した実績がある。

文化部
- 写真部、美術部、書道部、演劇部、音楽部、吹奏楽部、イラスト部、JRC、茶道部

同好会
- 剣道同好会、水泳同好会、卓球同好会、バトン同好会、天文同好会、英語同好会、人権学習会

## 交通
- JR関西本線四日市駅から三重交通バス1番乗り場、61系統宮妻口、62系統椿大神社、山本、63系統小山田病院行き
- 近鉄名古屋線、湯の山線、四日市あすなろう鉄道内部・八王子線 近鉄四日市駅南口6番乗り場より三重交通バス61、65系統宮妻口、62系統椿大神社、山本、63系統小山田病院、同西口1番乗り場64、65、66系統高花平行き四郷高校前下車徒歩0分。

## 出身著名人
- 加藤歩 - お笑い芸人（ザブングル）
- 矢野清香 - 元グラビアアイドル、元FUJI☆7GIRLsメンバー
- 村上和弘 - 元サッカー選手、ベガルタ仙台コーチ
- 浅野雄也 - サッカー選手、サンフレッチェ広島所属
- 万谷由衣 - ハンドボール選手
- 矢吹正道 - プロボクサー[2]
- 伊藤征四郎 - 元ハンドボール選手
- 瀬元大輝 - 元ハンドボール選手